# マートル-ウィロビー・アベニュース駅
マートル-ウィロビー・アベニュース駅（英語: Myrtle–Willoughby Avenues）はブルックリン区ベッドフォード＝スタイベサントにあるニューヨーク市地下鉄 INDクロスタウン線の駅である。マートル・アベニュー - ウィロビー・アベニュー交差点にあり、終日G系統が停車する。

## 駅構造
| G          | 地上階                       | 出入口                                                                       |
| M          | 改札階                       | 改札口、駅員詰所、メトロカード自動券売機                                     |
| P ホーム階 | 相対式ホーム、右側ドアが開く | 相対式ホーム、右側ドアが開く                                                 |
| P ホーム階 | 北行線                       | ← コート・スクエア駅行き（フラッシング・アベニュー駅）                       |
| P ホーム階 | 南行線                       | → チャーチ・アベニュー駅行き（ベッドフォード-ノストランド・アベニュース駅）→ |
| P ホーム階 | 相対式ホーム、右側ドアが開く |                                                                              |

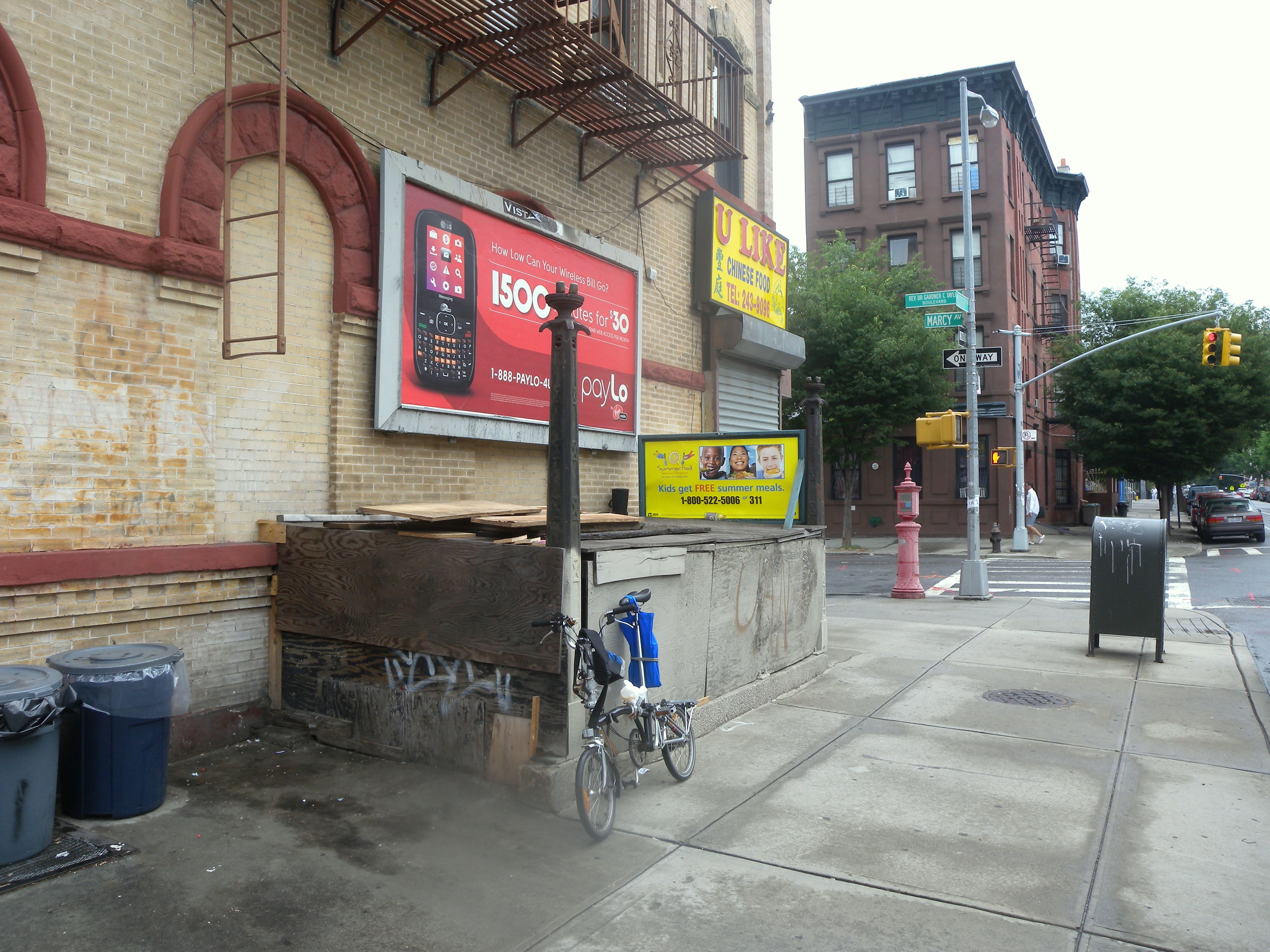
閉鎖されたウィロビー・アベニュー沿いの階段

マートル-ウィロビー・アベニュース駅は1937年7月1日のクロスタウン線ナッソー・アベニュー駅 - ホイト-スカーマーホーン・ストリーツ駅間延伸に合わせて開業した相対式ホーム2面2線を有する地下駅である。ホーム壁面には濃緑色で縁取りされた淡緑色の帯が水平に引かれており、淡緑色で縁取りされた濃緑色の地に白のサンセリフ体で "MYRTLE - WILLOUGHBY AVE." とレタリングした駅名標が取り付けられている。駅名標の下には改札への方向指示が書かれており、帯の下には白で "MYRTLE" または "WILLOUGHBY" と書かれた黒タイルが等間隔で交互に取り付けられている。また、各所に換気口が設けられている。ホームには青い I 形鋼の柱が等間隔で建っており、1本おきに黒地に白でレタリングしたニューヨーク市地下鉄標準の駅名標が取り付けられている。

### 出口
- 階段1つ、マートル・アベニューとマーシー・アベニュー交差点北西、南行ホーム接続[3]
- 階段1つ、マートル・アベニューとマーシー・アベニュー交差点北東、北行ホーム接続[3]

ウィロビー・アベニューにあった階段は閉鎖され現存しない。両ホームは改札内にある連絡通路で接続している。